# A Perfect Day (2015)
A Perfect Day (deutsch etwa Ein Perfekter Tag) ist eine spanische Tragikomödie aus dem Jahr 2015. Vorlage war der Roman Dejarse Llover der spanischen Schriftstellerin Paula Farias. Für Drehbuch, Regie und Produktion zeichnete Fernando León de Aranoa verantwortlich.

## Handlung
Gegen Ende der Jugoslawienkriege ist ein Team der Hilfsorganisation Aid Across Borders im Kriegsgebiet im Einsatz. Das Team besteht aus den erfahrenen und abgeklärten Krisenhelfern Mambrú und B, der frisch zum Team gestoßenen, idealistischen Sophie und dem Übersetzer Damir. Aktuelle Aufgabe der Vier ist es, eine Leiche aus einem Dorfbrunnen zu bergen, da der Verwesungsprozess das Brunnenwasser vergiften würde und die beiden einzigen weiteren Wasserquellen der weiteren Umgebung vermint sind. Bei der Bergung der Leiche reißt das hierfür verwendete Seil und das Team versucht, Ersatz aufzutreiben – eine vermeintlich leichte Aufgabe, die das Team aber 24 Stunden lang beschäftigt. Die Gruppe stöbert zwar mehrere taugliche Seile auf, wird von deren Eigentümern aber abschlägig beschieden, da diese die Seile für den Krieg benötigen. Währenddessen stoßen zwei weitere Personen zu dem Team: Den Jungen Nikola rettet Mambrú vor einer bewaffneten Jugendgang und Mambrús ehemalige Geliebte Katya soll für die UN die Arbeit des Teams bewerten. Nachdem die so auf sechs Personen angewachsene Gruppe schließlich ein Seil auftreiben kann, verhindern UN-Soldaten unter Verweis auf bürokratische Vorschriften die Bergung der Leiche. Das Team um Mambrú fügt sich widerstrebend und fährt zu einem weiteren Einsatz, während plötzlich einsetzender, starker Regen den Pegel des Brunnens stark ansteigen lässt, so dass die darin befindliche Leiche von den Dorfbewohnern auch ohne Seil geborgen werden kann.

## Entstehungsgeschichte
Die Autorin der Romanvorlage, Paula Farias, war um die Jahrtausendwende für die spanische Sektion von Ärzte ohne Grenzen im Kosovokrieg tätig. Von 2006 bis 2011 war sie Direktorin der Organisation. 2008 lernte sie den Regisseur Fernando León de Aranoa kennen, mit dem sie seitdem eine Freundschaft verbindet. Dejarse Llover ist Farias' erster Roman. Dieser bleibt hinsichtlich des Schauplatzes der Handlung unspezifisch und nennt nur „den Balkan“, der Film legt sich hingegen durch die Nennung unterschiedlicher Religionen als eine der Triebfedern für den Krieg sowie durch Nennung des Jahres 1995 auf den Bosnienkrieg fest.
Gedreht wurde der Film in Andalusien und Kastilien-La Mancha. Für den Soundtrack wählte Arnau Bataller vorzugsweise ältere, rockige Stücke von z. B. The Velvet Underground, Marilyn Manson, Gogol Bordello, den Ramones oder den Buzzcocks aus. A Perfect Day hatte seine Premiere am 16. Mai 2015 bei der Quinzaine des réalisateurs im Rahmen der  Internationalen Filmfestspiele von Cannes. Regulärer Kinostart war am 26. August 2015 in Spanien; in Deutschland lief der Film am 22. Oktober 2015 an und lief unter anderem beim Filmfest Hamburg.

## Rezeption
A Perfect Day erhielt vorwiegend positive Kritiken. Die Rezensionsdatenbank Rotten Tomatoes aggregiert 52 Kritiken zu einer Wertung von 73 %. Asokan Nirmalarajah lobte für Filmstarts.de „gelungene Momente“ und „Klasse durchscheinen lassende Schauspieler“, kritisierte aber ein „träges Drehbuch“, stereotype Charaktere und deren Beziehungen zueinander und „grobschlächtige Sprünge“ zwischen verschiedenen Filmgenres, die A Perfect Day in sich vereine, und vergab drei von fünf möglichen Sternen. Justin Chang lobte für die Variety den Zynismus des Films, die realistische Darstellung des Kriegsszenarios und der Bewohner der Region und die Arbeit der Hauptdarsteller, kritisiert aber das „träge [Drehbuch]“ und die schablonenhaften Beziehungen der Charaktere untereinander und wertet, der Film sei nie so „frisch, lustig oder schlau, wie er sich selbst sieht“. Henry Barnes lobte für den britischen Guardian die Dialoge zwischen Mambrú und B, kritisierte aber eine generelle Unentschlossenheit des Films, sowohl beim Spagat zwischen Komödie und Tragödie als auch beim Ausarbeiten von Nebenhandlungen, sowie den „krassen“ Soundtrack. Er vergab drei von fünf möglichen Sternen. Zahlreiche Rezensenten zogen Parallelen zu Robert Altmans Kriegskomödie MASH, deren Qualitäten León de Aranoa aber nicht erreiche.